# Bärbl Mielich

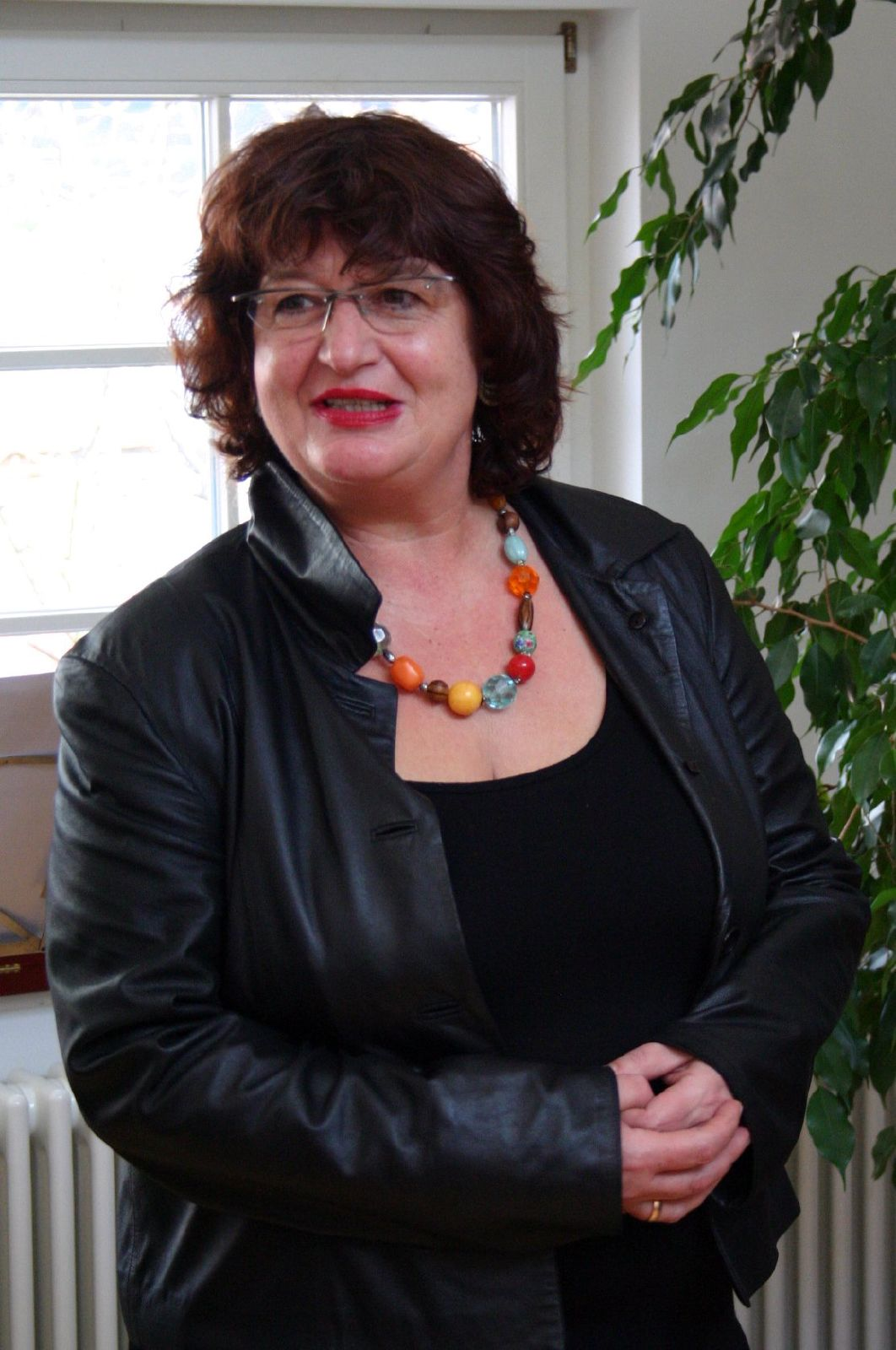
Bärbl Mielich 2007

Bärbl Mielich (* 22. Mai 1952 in Wuppertal) ist eine deutsche Politikerin (Bündnis 90/Die Grünen). Sie war von 2006 bis 2021 Abgeordnete im Landtag von Baden-Württemberg und von 2016 bis 2021 Staatssekretärin im Ministerium für Soziales und Integration Baden-Württemberg.

## Leben
Bärbl Mielich ist verheiratet und hat drei erwachsene Kinder. Seit 1984 ist die Diplom-Sozialpädagogin und Familienmediatorin Mitglied bei den Grünen. Im Herbst 1987 wurde sie in den Kreistag des Landkreises Breisgau-Hochschwarzwald gewählt. Von Januar 1988 bis zu ihrer Wahl in den Landtag 2006 war sie Vorsitzende der dortigen grünen Kreistagsfraktion. Von 1996 bis 2000 gehörte sie dem Landesvorstand der Grünen in Baden-Württemberg an. Seit 2000 ist sie Sprecherin der Bundesarbeitsgemeinschaft der Grünen für die Bereiche Arbeit, Soziales und Gesundheit.
Bei der Landtagswahl in Baden-Württemberg 2006 kandidierte sie im Landtagswahlkreis Breisgau und erlangte ein Zweitmandat. Dort war sie gesundheitspolitische Sprecherin ihrer Fraktion sowie von 2011 bis 2016 Vorsitzende des Sozialausschusses. Bei der Landtagswahl 2016 gewann sie das Direktmandat in ihrem Wahlkreis. Am 12. Mai 2016 wurde sie zur Staatssekretärin im Ministerium für Soziales und Integration Baden-Württemberg berufen. Dieses Amt hatte sie bis zum Ende der Legislaturperiode inne.
Bei der Landtagswahl in Baden-Württemberg 2021 kandidierte sie nicht erneut.

## Privates
Mielich ist verheiratet und hat drei erwachsene Kinder.